# Фабула
Фабула (на латински: fabula; на френски: intrigue; на английски: fable; на немски: Fabel) има значението на „басня“, „история“, или „правя“, „става“ в най-общ смисъл. В по-ранни епохи понятието фабула означава изобщо цялото произведение, цялата разказана история.
По-късно с фабула се изразява само ядрото на разказа. Фабулата се различава от сюжета и се занимава в по-тесен смисъл с изложението на историята. Тя представлява фактическата страна на разказа – онези събития, случки и действия, които обуславят причинно-следствените връзки и хронология, които лежат в основата на сюжета и на базата на които авторът развива своето произведение.
Фабулата е творческа предпоставка за създаването на литературно-художественото произведение, етап от идейно-тематичното му програмиране, преди да се пристъпи към творческото му въплъщаване.
Фабула – Излагане на събитията, случките в художествено произведение в хронологична последователност и в логическа зависимост.